# Anoplogaster
Anoplogaster – rodzaj morskich ryb beryksokształtnych (Beryciformes) z monotypowej rodziny Anoplogastridae.

## Klasyfikacja
Gatunki zaliczane do tego rodzaju:
- Anoplogaster brachycera
- Anoplogaster cornuta